# 11. etape af Giro d'Italia 2021
11. etape af Giro d'Italia 2021 er en 163 km lang kuperet etape, som køres den 19. maj 2021 med start i Perugia og mål i Montalcino. Etapen er på forhånd markeret som én af de vigtigste etaper i [Giro d'Italia 2021] på grund af brugen af grusveje. Løbsarrangørerne har således givet den en vurdering på 4 ud af 5 stjerner. 

## Resultater

### Etaperesultat
| \| Etaperesultat \| Etaperesultat \| Etaperesultat \| Etaperesultat \| Etaperesultat \| \| Rytter \| Rytter \| Hold \| Tid \| \| \| ------------- \| ------------------ \| ---------------------------------- \| ------------- \| ------------- \| \| 1. \| Mauro Schmid \| Qhubeka Assos \| 4t 01' 55" \| \| \| 2. \| Alessandro Covi \| UAE Team Emirates \| + 1" \| \| \| 3. \| Harm Vanhoucke \| Lotto-Soudal \| + 26" \| \| \| 4. \| Dries De Bondt \| Alpecin-Fenix \| + 41" \| \| \| 5. \| Simon Guglielmi \| Groupama-FDJ \| + 41" \| \| \| 6. \| Enrico Battaglin \| Bardiani CSF Faizanè \| + 44" \| \| \| 7. \| Roger Kluge \| Lotto-Soudal \| + 1' 23" \| \| \| 8. \| Francesco Gavazzi \| Eolo-Kometa \| + 1' 37" \| \| \| 9. \| Taco van der Hoorn \| Intermarché-Wanty-Gobert Matériaux \| + 1' 43" \| \| \| 10. \| Lawrence Naesen \| AG2R Citroën Team \| + 1' 59" \| \| |                    |                                    |            |
| |                    |                                    |            |
| Kilde: ProCyclingStats |                    |                                    |            |
| Etaperesultat |                    |                                    |            |
| Rytter | Rytter             | Hold                               | Tid        |
| 1. | Mauro Schmid       | Qhubeka Assos                      | 4t 01' 55" |
| 2. | Alessandro Covi    | UAE Team Emirates                  | + 1"       |
| 3. | Harm Vanhoucke     | Lotto-Soudal                       | + 26"      |
| 4. | Dries De Bondt     | Alpecin-Fenix                      | + 41"      |
| 5. | Simon Guglielmi    | Groupama-FDJ                       | + 41"      |
| 6. | Enrico Battaglin   | Bardiani CSF Faizanè               | + 44"      |
| 7. | Roger Kluge        | Lotto-Soudal                       | + 1' 23"   |
| 8. | Francesco Gavazzi  | Eolo-Kometa                        | + 1' 37"   |
| 9. | Taco van der Hoorn | Intermarché-Wanty-Gobert Matériaux | + 1' 43"   |
| 10. | Lawrence Naesen    | AG2R Citroën Team                  | + 1' 59"   |

### Klassement efter etapen
| \| Samlede stilling \| Samlede stilling \| Samlede stilling \| Samlede stilling \| Samlede stilling \| \| Rytter \| Rytter \| Hold \| Tid \| \| \| ---------------- \| ---------------- \| --------------------- \| ---------------- \| ---------------- \| \| 1. \| Egan Bernal \| Ineos Grenadiers \| 42t 35' 21" \| \| \| 2. \| Aleksandr Vlasov \| Astana-Premier Tech \| + 45" \| \| \| 3. \| Damiano Caruso \| Bahrain Victorious \| + 1' 12" \| \| \| 4. \| Hugh Carthy \| EF Education-Nippo \| + 1' 17" \| \| \| 5. \| Simon Yates \| BikeExchange \| + 1' 22" \| \| \| 6. \| Emanuel Buchmann \| Bora-Hansgrohe \| + 1' 50" \| \| \| 7. \| Remco Evenepoel \| Deceuninck-Quick Step \| + 2' 22" \| \| \| 8. \| Giulio Ciccone \| Trek-Segafredo \| + 2' 24" \| \| \| 9. \| Tobias Foss \| Jumbo-Visma \| + 2' 49" \| \| \| 10. \| Daniel Martínez \| Ineos Grenadiers \| + 3' 15" \| \| |                  |                       |             |
| |                  |                       |             |
| Kilde: ProCyclingStats |                  |                       |             |
| Samlede stilling |                  |                       |             |
| Rytter | Rytter           | Hold                  | Tid         |
| 1. | Egan Bernal      | Ineos Grenadiers      | 42t 35' 21" |
| 2. | Aleksandr Vlasov | Astana-Premier Tech   | + 45"       |
| 3. | Damiano Caruso   | Bahrain Victorious    | + 1' 12"    |
| 4. | Hugh Carthy      | EF Education-Nippo    | + 1' 17"    |
| 5. | Simon Yates      | BikeExchange          | + 1' 22"    |
| 6. | Emanuel Buchmann | Bora-Hansgrohe        | + 1' 50"    |
| 7. | Remco Evenepoel  | Deceuninck-Quick Step | + 2' 22"    |
| 8. | Giulio Ciccone   | Trek-Segafredo        | + 2' 24"    |
| 9. | Tobias Foss      | Jumbo-Visma           | + 2' 49"    |
| 10. | Daniel Martínez  | Ineos Grenadiers      | + 3' 15"    |

| Pointkonkurrence | Pointkonkurrence  | Pointkonkurrence            | Pointkonkurrence | Pointkonkurrence |
| Rytter           | Rytter            | Hold                        | Point            |                  |
| ---------------- | ----------------- | --------------------------- | ---------------- | ---------------- |
| 1.               | Peter Sagan       | Bora-Hansgrohe              | 108 point        |                  |
| 2.               | Fernando Gaviria  | UAE Team Emirates           | 91 point         |                  |
| 3.               | Davide Cimolai    | Israel Start-Up Nation      | 91 point         |                  |
| 4.               | Elia Viviani      | Cofidis                     | 79 point         |                  |
| 5.               | Giacomo Nizzolo   | Qhubeka Assos               | 76 point         |                  |
| 6.               | Francesco Gavazzi | Eolo-Kometa                 | 42 point         |                  |
| 7.               | Matteo Moschetti  | Trek-Segafredo              | 42 point         |                  |
| 8.               | Filippo Tagliani  | Androni Giocattoli-Sidermec | 39 point         |                  |
| 9.               | Filippo Fiorelli  | Bardiani CSF Faizanè        | 39 point         |                  |
| 10.              | Dylan Groenewegen | Jumbo-Visma                 | 36 point         |                  |

| Pointkonkurrence | Pointkonkurrence  | Pointkonkurrence            | Pointkonkurrence | Pointkonkurrence |
| Rytter           | Rytter            | Hold                        | Point            |                  |
| ---------------- | ----------------- | --------------------------- | ---------------- | ---------------- |
| 1.               | Peter Sagan       | Bora-Hansgrohe              | 108 point        |                  |
| 2.               | Fernando Gaviria  | UAE Team Emirates           | 91 point         |                  |
| 3.               | Davide Cimolai    | Israel Start-Up Nation      | 91 point         |                  |
| 4.               | Elia Viviani      | Cofidis                     | 79 point         |                  |
| 5.               | Giacomo Nizzolo   | Qhubeka Assos               | 76 point         |                  |
| 6.               | Francesco Gavazzi | Eolo-Kometa                 | 42 point         |                  |
| 7.               | Matteo Moschetti  | Trek-Segafredo              | 42 point         |                  |
| 8.               | Filippo Tagliani  | Androni Giocattoli-Sidermec | 39 point         |                  |
| 9.               | Filippo Fiorelli  | Bardiani CSF Faizanè        | 39 point         |                  |
| 10.              | Dylan Groenewegen | Jumbo-Visma                 | 36 point         |                  |

| Bjergkonkurrence | Bjergkonkurrence  | Bjergkonkurrence                   | Bjergkonkurrence | Bjergkonkurrence |
| Rytter           | Rytter            | Hold                               | Point            |                  |
| ---------------- | ----------------- | ---------------------------------- | ---------------- | ---------------- |
| 1.               | Geoffrey Bouchard | AG2R Citroën Team                  | 51 point         |                  |
| 2.               | Egan Bernal       | Ineos Grenadiers                   | 48 point         |                  |
| 3.               | Gino Mäder        | Bahrain Victorious                 | 44 point         |                  |
| 4.               | Bauke Mollema     | Trek-Segafredo                     | 23 point         |                  |
| 5.               | Giulio Ciccone    | Trek-Segafredo                     | 20 point         |                  |
| 6.               | Kobe Goossens     | Lotto-Soudal                       | 18 point         |                  |
| 7.               | Francesco Gavazzi | Eolo-Kometa                        | 17 point         |                  |
| 8.               | Vincenzo Albanese | Eolo-Kometa                        | 16 point         |                  |
| 9.               | Rein Taaramäe     | Intermarché-Wanty-Gobert Matériaux | 13 point         |                  |
| 10.              | Remco Evenepoel   | Deceuninck-Quick Step              | 13 point         |                  |

| Bjergkonkurrence | Bjergkonkurrence  | Bjergkonkurrence                   | Bjergkonkurrence | Bjergkonkurrence |
| Rytter           | Rytter            | Hold                               | Point            |                  |
| ---------------- | ----------------- | ---------------------------------- | ---------------- | ---------------- |
| 1.               | Geoffrey Bouchard | AG2R Citroën Team                  | 51 point         |                  |
| 2.               | Egan Bernal       | Ineos Grenadiers                   | 48 point         |                  |
| 3.               | Gino Mäder        | Bahrain Victorious                 | 44 point         |                  |
| 4.               | Bauke Mollema     | Trek-Segafredo                     | 23 point         |                  |
| 5.               | Giulio Ciccone    | Trek-Segafredo                     | 20 point         |                  |
| 6.               | Kobe Goossens     | Lotto-Soudal                       | 18 point         |                  |
| 7.               | Francesco Gavazzi | Eolo-Kometa                        | 17 point         |                  |
| 8.               | Vincenzo Albanese | Eolo-Kometa                        | 16 point         |                  |
| 9.               | Rein Taaramäe     | Intermarché-Wanty-Gobert Matériaux | 13 point         |                  |
| 10.              | Remco Evenepoel   | Deceuninck-Quick Step              | 13 point         |                  |

| Ungdomskonkurrence | Ungdomskonkurrence | Ungdomskonkurrence    | Ungdomskonkurrence | Ungdomskonkurrence |
| Rytter             | Rytter             | Hold                  | Tid                |                    |
| ------------------ | ------------------ | --------------------- | ------------------ | ------------------ |
| 1.                 | Egan Bernal        | Ineos Grenadiers      | 42t 35' 21"        |                    |
| 2.                 | Aleksandr Vlasov   | Astana-Premier Tech   | + 45"              |                    |
| 3.                 | Remco Evenepoel    | Deceuninck-Quick Step | + 2' 22"           |                    |
| 4.                 | Tobias Foss        | Jumbo-Visma           | + 2' 49"           |                    |
| 5.                 | Daniel Martínez    | Ineos Grenadiers      | + 3' 15"           |                    |
| 6.                 | Attila Valter      | Groupama-FDJ          | + 3' 51"           |                    |
| 7.                 | João Almeida       | Deceuninck-Quick Step | + 7' 04"           |                    |
| 8.                 | Jai Hindley        | Team DSM              | + 7' 55"           |                    |
| 9.                 | Harold Tejada      | Astana-Premier Tech   | + 27' 51"          |                    |
| 10.                | Lorenzo Fortunato  | Eolo-Kometa           | + 27' 54"          |                    |

| Ungdomskonkurrence | Ungdomskonkurrence | Ungdomskonkurrence    | Ungdomskonkurrence | Ungdomskonkurrence |
| Rytter             | Rytter             | Hold                  | Tid                |                    |
| ------------------ | ------------------ | --------------------- | ------------------ | ------------------ |
| 1.                 | Egan Bernal        | Ineos Grenadiers      | 42t 35' 21"        |                    |
| 2.                 | Aleksandr Vlasov   | Astana-Premier Tech   | + 45"              |                    |
| 3.                 | Remco Evenepoel    | Deceuninck-Quick Step | + 2' 22"           |                    |
| 4.                 | Tobias Foss        | Jumbo-Visma           | + 2' 49"           |                    |
| 5.                 | Daniel Martínez    | Ineos Grenadiers      | + 3' 15"           |                    |
| 6.                 | Attila Valter      | Groupama-FDJ          | + 3' 51"           |                    |
| 7.                 | João Almeida       | Deceuninck-Quick Step | + 7' 04"           |                    |
| 8.                 | Jai Hindley        | Team DSM              | + 7' 55"           |                    |
| 9.                 | Harold Tejada      | Astana-Premier Tech   | + 27' 51"          |                    |
| 10.                | Lorenzo Fortunato  | Eolo-Kometa           | + 27' 54"          |                    |

| Holdkonkurrence | Holdkonkurrence       | Holdkonkurrence | Holdkonkurrence |
| Hold            | Hold                  | Tid             |                 |
| --------------- | --------------------- | --------------- | --------------- |
| 1.              | Ineos Grenadiers      | 127t 53' 12"    |                 |
| 2.              | Movistar Team         | + 9' 35"        |                 |
| 3.              | EF Education-Nippo    | + 9' 40"        |                 |
| 4.              | Trek-Segafredo        | + 11' 57"       |                 |
| 5.              | Team DSM              | + 19' 12"       |                 |
| 6.              | Bahrain Victorious    | + 23' 03"       |                 |
| 7.              | Deceuninck-Quick Step | + 23' 52"       |                 |
| 8.              | Jumbo-Visma           | + 29' 23"       |                 |
| 9.              | Astana-Premier Tech   | + 29' 41"       |                 |
| 10.             | Movistar Team         | + 29' 55"       |                 |

| Holdkonkurrence | Holdkonkurrence       | Holdkonkurrence | Holdkonkurrence |
| Hold            | Hold                  | Tid             |                 |
| --------------- | --------------------- | --------------- | --------------- |
| 1.              | Ineos Grenadiers      | 127t 53' 12"    |                 |
| 2.              | Movistar Team         | + 9' 35"        |                 |
| 3.              | EF Education-Nippo    | + 9' 40"        |                 |
| 4.              | Trek-Segafredo        | + 11' 57"       |                 |
| 5.              | Team DSM              | + 19' 12"       |                 |
| 6.              | Bahrain Victorious    | + 23' 03"       |                 |
| 7.              | Deceuninck-Quick Step | + 23' 52"       |                 |
| 8.              | Jumbo-Visma           | + 29' 23"       |                 |
| 9.              | Astana-Premier Tech   | + 29' 41"       |                 |
| 10.             | Movistar Team         | + 29' 55"       |                 |